# Quercus douglasii
Espèce
Classification phylogénétique
Le chêne bleu ou chêne de Douglas (Quercus douglasii) appartient à la section du chêne blanc.

## Description
Le chêne bleu est un arbre de taille moyenne atteignant 15 à 25 m en hauteur, généralement une silhouette de forme irrégulière, et un tronc de 0,5 à 1 m de diamètre. L'écorce est gris clair avec de nombreuses fissures moyennes; de loin, elle peut apparaître presque blanche. Son nom de chêne bleu provient de la teinte bleu-vert de ses feuilles, qui sont décidues, 4 à 5 cm de long, et entières ou très superficiellement lobées.

## Implantation
Il pousse dans les collines de la vallée centrale de Californie, à l'ouest des États-Unis, ainsi que dans le sud du Québec et de l'Ontario. Il est parfois appelé Mountain Oak (chêne de montagne), et occasionnellement Iron Oak (chêne de fer).